# Theodor Kullak

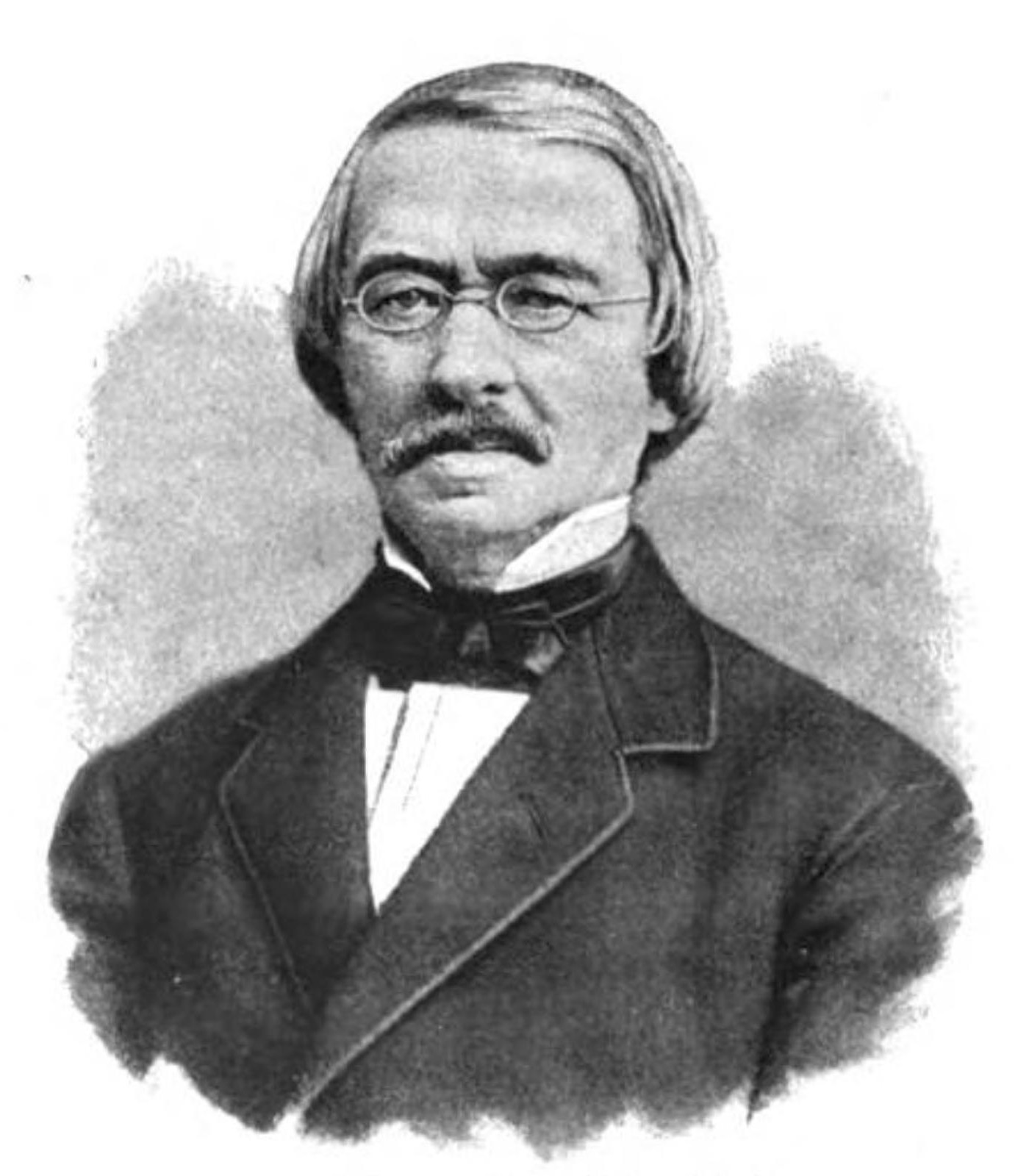

Theodor Kullak (Krotoszyn, 1818 – Berlino, 1882) è stato un musicista e compositore tedesco.

## Biografia
Iniziò i suoi studi di pianoforte come allievo di Albrecht Agthe a Poznań. 
Agli esordi della carriera si esibì assieme alla cantante soprano Henriette Sontag. 
A diciannove anni, per volere di suo padre, andò a studiare medicina a Berlino. Contemporaneamente grazie all'aiuto di un amico aristocratico proseguì i suoi studi musicali con Siegfried Dehn e Wilhelm Taubert.
All'età di ventiquattro anni Kullak decise di approfondire le sue conoscenze musicali trasferendosi a Vienna, dove fu allievo di Carl Czerny, di Carl Otto Nicolai e di Simon Sechter.
Nel 1843 tornò a Berlino, dove ottenne l'incarico di istruttore di pianoforte per la principessa Anna, la figlia del principe Carlo.
L'anno seguente Kullak fondò la Tonkünstler-Verein a Berlino e la presiedette per molti anni. Nel 1846 fu nominato pianista alla corte prussiana.
Il suo nome viene ricordato, soprattutto per la sua intensa attività organizzativa nel campo musicale e accademico, che lo ha portato, assieme a Julius Stern e ad Adolf Bernhard Marx, alla fondazione, nel 1850, del Conservatorio di Berlino, che assunse la denominazione di "Conservatorio Stern".
Cinque anni dopo, fu il promotore della nuova Accademia d'arte musicale, che diventò uno dei più importanti istituti privati tedeschi per l'educazione musicale.
Tra le sue numerose composizioni musicali, oltre centocinquanta, ricordiamo: la Scuola delle Ottave; Materialen für den Elementarunterricht.
Kullak pubblicò e annotò un'edizione di tredici libri delle opere per pianoforte di Fryderyk Chopin, pubblicata da Schlesinger 
nel 1880. Ha anche curato i lavori completi per pianoforte di Felix Mendelssohn, e dato alle stampe Songs Without Words, pubblicato da C.F. Peters. Per l'insegnamento scrisse numerosi libri, tra i quali: Scuola di esercizi per le dita e gioco di ottava,
Materiali per l'istruzione elementare, La parte pratica del metodo di suonare il pianoforte di Moscheles e Fétis.
Anche suo figlio Franz Kullak intraprese la carriera di musicista, diventando pianista, compositore e insegnante alla Accademia d'arte musicale, che diresse dopo la morte del padre.